# EuroCup Women 2011-2012
L'EuroCup Women 2011-2012 è stata la decima edizione del torneo europeo di secondo livello per squadre femminili di club di pallacanestro. La Dinamo Kursk ha conquistato il trofeo per la prima volta, battendo in finale il Kayseri Kaski Spor.

## Regolamento
Alla regular season hanno partecipato 31 squadre, divise in 7 gruppi di 4 e uno di 3. Le prime due classificate di ogni girone si sono qualificate per la fase a eliminazione diretta.

## Regular season

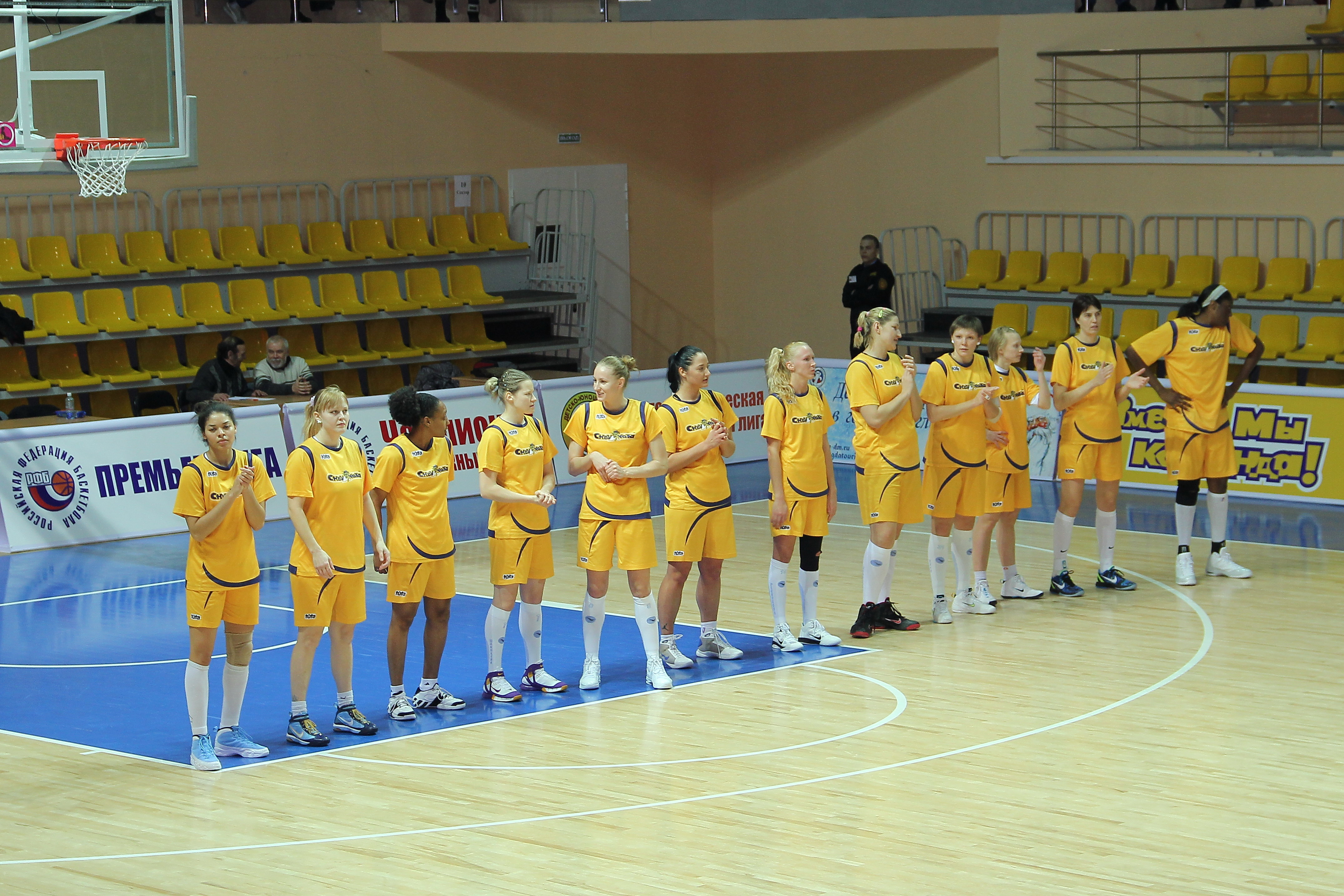
Vologda-Čevakata

La regular season è iniziata il 2 novembre 2011 e si è conclusa l'8 dicembre.

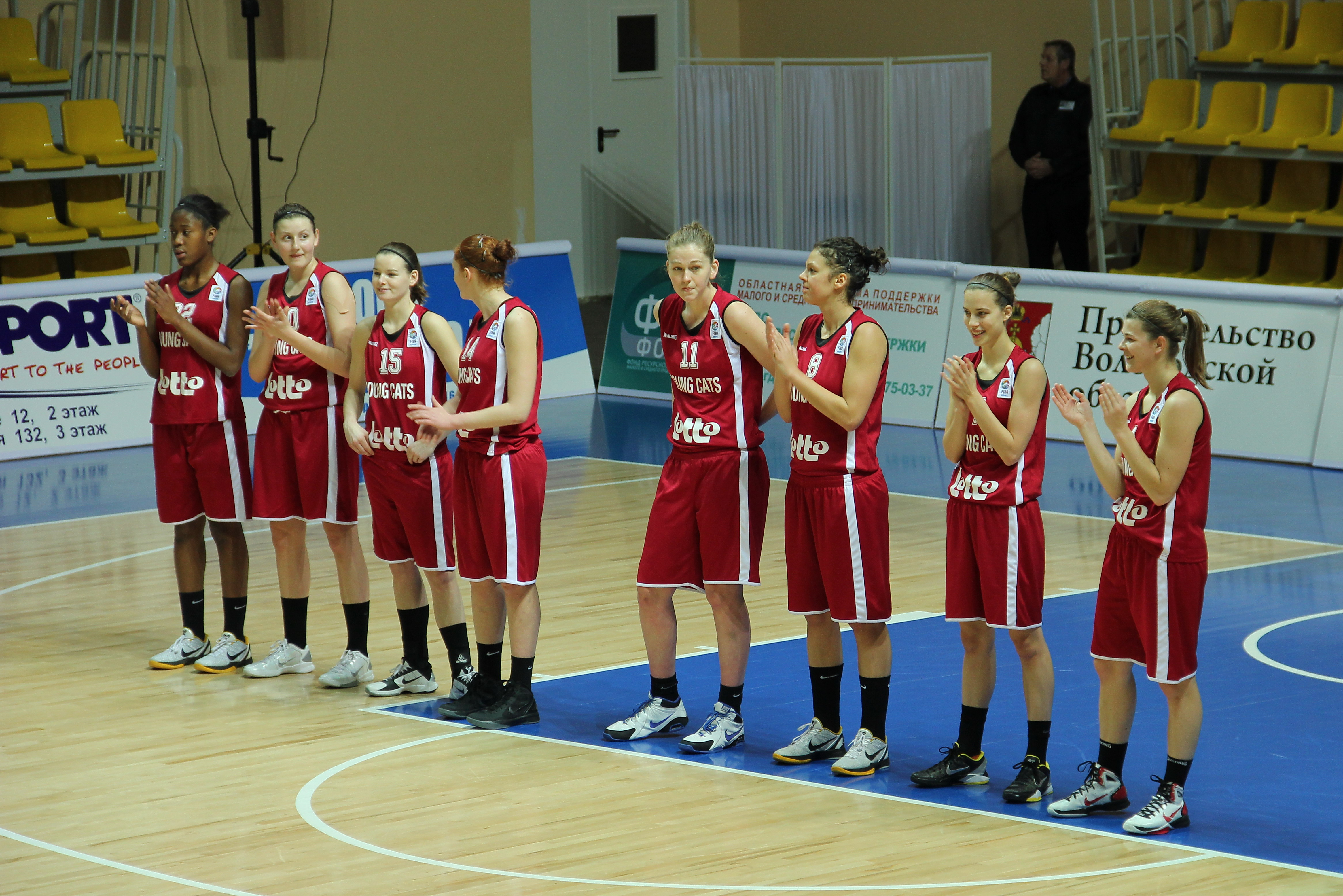
Lotto Young Cats

### Gruppo A
|    | Squadra        | P  | V | P | PF | PS  | Diff |
| -- | -------------- | -- | - | - | -- | --- | ---- |
| 1. | Botaş          | 12 | 6 | 6 | 0  | 503 | 364  |
| 2. | Haryzont Minsk | 8  | 6 | 2 | 4  | 440 | 459  |
| 3. | Dinamo Mosca   | 8  | 6 | 2 | 4  | 430 | 461  |
| 4. | Lombos Cascais | 8  | 6 | 2 | 4  | 396 | 485  |

### Gruppo B
|    | Squadra            | P  | V | P | PF | PS  | Diff |
| -- | ------------------ | -- | - | - | -- | --- | ---- |
| 1. | Beşiktaş           | 11 | 6 | 5 | 1  | 421 | 386  |
| 2. | Lotto Young Cats   | 9  | 6 | 3 | 3  | 423 | 436  |
| 3. | Dinamo Novosibirsk | 8  | 6 | 2 | 4  | 400 | 405  |
| 4. | Telge Basket       | 8  | 6 | 2 | 4  | 417 | 434  |

### Gruppo C
|    | Squadra              | P  | V | P | PF | PS  | Diff |
| -- | -------------------- | -- | - | - | -- | --- | ---- |
| 1. | Optimum TED Ankara   | 11 | 6 | 5 | 1  | 440 | 410  |
| 2. | Dexia Namur-Capitale | 10 | 6 | 4 | 2  | 429 | 425  |
| 3. | Nantes-Rezé Basket   | 9  | 6 | 3 | 3  | 442 | 397  |
| 4. | Vagos                | 6  | 6 | 0 | 6  | 343 | 422  |

### Gruppo D
|    | Squadra                | P  | V | P | PF | PS  | Diff |
| -- | ---------------------- | -- | - | - | -- | --- | ---- |
| 1. | Saint-Amand Hainaut    | 11 | 6 | 5 | 1  | 385 | 312  |
| 2. | Gran Canaria 2014      | 10 | 6 | 4 | 2  | 390 | 383  |
| 3. | Flying Foxes Schwechat | 9  | 6 | 3 | 3  | 383 | 376  |
| 4. | Lemminkäinen           | 6  | 6 | 0 | 6  | 390 | 468  |

### Gruppo E
|    | Squadra              | P  | V | P | PF | PS  | Diff |
| -- | -------------------- | -- | - | - | -- | --- | ---- |
| 1. | Vologda-Čevakata     | 11 | 6 | 5 | 1  | 482 | 336  |
| 2. | Arras Pays d'Artois  | 11 | 6 | 5 | 1  | 463 | 334  |
| 3. | SISU Basketball      | 7  | 6 | 1 | 5  | 346 | 471  |
| 4. | Sint-Katelijne-Waver | 7  | 6 | 1 | 5  | 307 | 457  |

### Gruppo F
|    | Squadra             | P  | V | P | PF | PS  | Diff |
| -- | ------------------- | -- | - | - | -- | --- | ---- |
| 1. | Dinamo Kursk        | 12 | 6 | 6 | 0  | 508 | 360  |
| 2. | Kayseri Kaski Spor  | 9  | 6 | 3 | 3  | 436 | 454  |
| 3. | Alimpija Hrodna     | 8  | 6 | 1 | 2  | 399 | 477  |
| 4. | Maccabi Bnot Ashdod | 7  | 6 | 1 | 5  | 401 | 453  |

### Gruppo G
|    | Squadra           | P  | V | P | PF | PS  | Diff |
| -- | ----------------- | -- | - | - | -- | --- | ---- |
| 1. | MBK Ružomberok    | 10 | 6 | 4 | 2  | 485 | 435  |
| 2. | Basket Landes     | 9  | 6 | 3 | 3  | 418 | 421  |
| 3. | Sdent Hélios      | 9  | 6 | 3 | 3  | 433 | 457  |
| 4. | Partizan Galenika | 8  | 6 | 2 | 4  | 435 | 458  |

### Gruppo H
|    | Squadra                   | P | V | P | PF | PS  | Diff |
| -- | ------------------------- | - | - | - | -- | --- | ---- |
| 1. | Elitzur Prashkovsky Ramla | 8 | 4 | 4 | 0  | 305 | 224  |
| 2. | USO Mondeville            | 6 | 4 | 2 | 2  | 231 | 245  |
| 3. | Spartak Noginsk           | 4 | 4 | 0 | 4  | 212 | 279  |

## Ottavi di finale
Le partite di andata si sono giocate l'11 e il 12 gennaio 2012, quelle di ritorno il 18 e il 19 gennaio.
| Squadra 1            | Totale    | Squadra 2                 | Andata  | Ritorno |
| -------------------- | --------- | ------------------------- | ------- | ------- |
| Haryzont Minsk       | 108 – 160 | Dinamo Kursk              | 55 – 82 | 53 – 78 |
| USO Mondeville       | 136 – 140 | Botaş                     | 69 – 58 | 67 – 82 |
| Kayseri Kaski Spor   | 143 – 139 | Elitzur Prashkovsky Ramla | 79 – 69 | 64 – 70 |
| Lotto Young Cats     | 108 – 163 | Vologda-Čevakata          | 55 – 82 | 53 – 81 |
| Basket Landes        | 95 – 128  | Arras Pays d'Artois       | 50 – 73 | 45 – 55 |
| Dexia Namur-Capitale | 122 – 146 | Saint-Amand Hainaut       | 63 – 69 | 59 – 77 |
| Gran Canaria 2014    | 147 – 121 | Beşiktaş                  | 69 – 60 | 78 – 61 |
| MBK Ružomberok       | 147 – 132 | Optimum TED Ankara        | 71 – 65 | 76 – 67 |

## Quarti di finale
Le partite di andata si sono giocate il 1º e il 2 febbraio 2012, quelle di ritorno l'8 e il 9 febbraio.
| Squadra 1           | Totale  | Squadra 2           | Andata | Ritorno |
| ------------------- | ------- | ------------------- | ------ | ------- |
| MBK Ružomberok      | 149-155 | Dinamo Kursk        | 80-81  | 69-74   |
| Arras Pays d'Artois | 127-151 | Vologda-Čevakata    | 71-80  | 56-71   |
| Gran Canaria 2014   | 119-129 | Botaş               | 64-67  | 55-62   |
| Kayseri Kaski Spor  | 127-118 | Saint-Amand Hainaut | 68-59  | 59-59   |

## Semifinali
Le partite di andata si sono giocate il 23 febbraio 2012, quelle di ritorno il 29 febbraio e il 1º marzo.
| Squadra 1          | Totale  | Squadra 2    | Andata | Ritorno |
| ------------------ | ------- | ------------ | ------ | ------- |
| Vologda-Čevakata   | 113-130 | Dinamo Kursk | 62-71  | 51-59   |
| Kayseri Kaski Spor | 143-136 | Botaş        | 77-65  | 66-71   |

## Finale
La partita di andata si è giocata il 15 marzo 2012, quella di ritorno il 22 marzo.
| Squadra 1          | Totale  | Squadra 2    | Andata | Ritorno |
| ------------------ | ------- | ------------ | ------ | ------- |
| Kayseri Kaski Spor | 121-130 | Dinamo Kursk | 69-55  | 52-75   |